# Инцидент с НЛО в Манисесе
Инцидент с НЛО в Манисесе произошёл 11 ноября 1979 года, в результате чего коммерческий рейс испанской компании Transportes Aéreos Españoles со 109 пассажирами совершил аварийную посадку в аэропорту «Манисес» в Валенсии, когда они пролетали над Ибицей. После аварийной посадки истребитель ВВС Испании вылетел с базы Лос-Льянос, чтобы перехватить таинственный объект.
Это самое известное наблюдение НЛО в Испании.

## Подробности инцидента
TAE Supercaravelle был первым самолетом, попавшим в аварию. Рейс JK-297 вылетел из Зальцбурга, со 109 пассажирами на борту и сделал дозаправку на острове Майорка перед тем, как взять курс на Лас-Пальмас .
В середине полета, примерно в 23:00, пилот Франсиско Хавьер Лердо де Техада и его команда заметили набор красных огней, которые быстро приближались к самолёту. Эти огни, казалось, находились на курсе столкновения с самолётом, что встревожило экипаж. Капитан запросил информацию о необъяснимых огнях, но ни военный радар Торрехон-де-Ардос (Мадрид), ни центр управления полетами в Барселоне не смогли дать никакого объяснения этому явлению.
Во избежание возможного столкновения капитан изменил высоту. Однако огни отражали новый курс и оставались примерно в полукилометре от самолёта. Поскольку объект нарушал элементарные правила безопасности, а маневр уклонения экипаж счёл невозможным, капитан принял решение уйти с курса и совершил вынужденную посадку в аэропорту Манисеса. Это был первый случай в истории, когда коммерческий рейс был вынужден совершить аварийную посадку из-за НЛО.
Лётный экипаж сообщил, что огни прекратили преследование незадолго до приземления. Тем не менее, радар обнаружил три новых сигнала НЛО, диаметр каждого из которых оценивается в 200 метров. Объекты видели несколько свидетелей. Один из НЛО пролетел очень близко от взлётно-посадочной полосы аэропорта, и наземная команда зажгла аварийные огни на случай, если объект окажется незарегистрированным рейсом, испытывающим трудности.
Учитывая отсутствие ответа на все попытки связи, Mirage F-1 вылетел с близлежащей авиабазы Лос-Льянос (Альбасете), чтобы идентифицировать явление. Пилот, капитан испанских ВВС Фернандо Камара, был вынужден увеличить скорость, чтобы приблизиться к переливающемуся яркими цветами объекту в форме усечённого конуса, но, несмотря на его первоначальные усилия, объект быстро исчез из поля зрения. Пилот был проинформирован о новом радиолокационном эхо, которое указывало на то, что рядом с Сагунто (Валенсия) может находиться ещё один объект.
Когда пилот оказался достаточно близко, объект ускорился и снова исчез. На этот раз, однако, НЛО, казалось, отреагировал, и авионика истребителя была выведена из строя — его электронные системы управления полетом были заблокированы, а бортовая система оповещения F-1 предупредила капитана Камару, как будто он был взят на сопровождение радаром. Наконец, и после третьей попытки контакта, НЛО окончательно исчез, направившись в сторону Африки. После полуторачасовой погони и из-за нехватки топлива пилот был вынужден безрезультатно вернуться на базу.

## Возможные объяснения
Общественное влияние инцидента было таким, что в сентябре 1980 г. он дошёл до Генеральных кортесов (парламента Испании). Представитель верхней палаты Энрике Мугика Херцог публично потребовал официальных объяснений, но версия о наблюдении НЛО была отклонена, а инцидент был приписан серии странных оптических иллюзий.
В полном официальном отчёте, рассекреченном ВВС Испании в августе 1994 года, говорится, что пилот Supercaravelle JK-297 Хавьер Саенс де Техада, наземный экипаж в аэропорту Манисеса и капитан ВВС Фернандо Камара могли быть введены в заблуждение «вспышками, излучаемыми из отдалённого комплекса химической промышленности» (примерно в 100 милях от Манисеса) «и некоторых звёзд и планет». Хотя эта возможность широко обсуждалась и неоднократно отвергалась всеми участниками, она остаётся единственным объяснением, не связанным с НЛО.
О трудностях, с которыми столкнулся истребитель в полете, в официальном сообщении не упоминалось. Отказ электронной системы на борту Mirage F-1, тем не менее, можно объяснить тем фактом, что Шестой флот США находился в этом районе и использовал мощное оборудование радиоэлектронной борьбы, ожидая исхода кризиса с заложниками в Иране. Боевой пилот F-1 Фернандо Камара отверг такую возможность, заявив, что Шестой флот был слишком далеко, и кроме того, его системы заклинило, когда он попытался захватить НЛО системой наведения ИК-ракеты.